# Етель Даффі Тернер
Етель Евелін Даффі Тернер (1885, Сан-Пабло — 1969, Куернавака) — американська журналістка та письменниця, свідок подій Мексиканської революції. Відома своєю книгою «Рікардо Флорес Магон і мексиканська ліберальна партія».

## Кар'єра
У 1909 році Етель писала для The Border у Тусоні, фінансованому Елізабет Троубрідж . Під виглядом журналу, присвяченого розвиткові культури Аризони, він також проводив кампанію на захист членів Мексиканської ліберальної партії (PLM), які перебували на той час у в'язницях у США. Він також виступав проти соціальної ситуації в Мексиці під час режиму диктатора Порфіріо Діаса.
Даффі Тернер була анархісткою. Вона допомагала в організації вечірки Magonista в Лос-Анджелесі. Вона знала Антоніо Вілья-Реал, Лібрадо Рівера. Зустрічі магоністів проходили у власній квартирі Тернерів у Лос-Анджелесі. Також редагувала англійські сторінки Regeneration.
Документи Етель Тернер зберігаються в Каліфорнійському університеті в Берклі .

## Особисте життя
Вона вийшла заміж за Джона Кеннета Тернера в 1905 році у Фресно, Каліфорнія. Вони познайомилися в Каліфорнійському університеті, де Етель навчалася на 3-му курсі, а Джон був «особливим студентом». У 1909 році у них народилася донька Хуаніта. Етель і Джон розлучилися в 1917 році, і Етель більше не виходила заміж.

## Літературні праці
- Ethel Duffy Turner; Eduardo Limón G Ricardo Flores Magón y el Partido Liberal Mexicano Morelia: Editorial Erandi del Gobierno del Estado, 1960
- Ethel Duffy Turner; Rey Devis Revolution in Baja California: Ricardo Flores Magon's High Noon Detroit, Mich. : Blaine Ethridge—Books, 1981. ISBN 9780879170783[7]
- Ethel Duffy Turner; One Way Ticket , Published by Smiths & Haas, January 1934